# Baggage Claim
«Baggage Claim» — песня американской кантри-певицы Миранды Ламберт, вышедшая в качестве 1-го сингла с четвёртого студийного альбома Four the Record (2011).

## История
Бэк-вокалом выступил Josh Kelley.
Сингл вышел в августе 2011 года на студии Columbia Nashville и получил положительные и смешанные отзывы музыкальной критики и интернет изданий: Roughstock, Taste of Country.
«Baggage Claim» дебютировал на № 33 в кантри-чарте Billboard Hot Country Songs в неделю с 20 августа 2011 года.
Миранда исполнила «Baggage Claim» 9 ноября 2011 года на церемонии CMA Awards и оно стало музыкальным видео песни.

## Чарты
| Чарт (2011—12)                      | Высшая позиция |
| ----------------------------------- | -------------- |
| США (Billboard Hot Country Songs)   | 3              |
| США (Billboard Hot 100)             | 44             |
| Канада (Billboard Canadian Hot 100) | 74             |

### Годовые итоговые чарты
| Чарт (2011)                   | Позиция |
| ----------------------------- | ------- |
| США Country Songs (Billboard) | 45      |

| Чарт (2012)                   | Позиция |
| ----------------------------- | ------- |
| США Country Songs (Billboard) | 81      |